# Старі (фільм)
«Старі» («Berikatsebi») — радянський художній фільм 1974 року, знятий режисером Алеко Нінуа на кіностудії «Грузія-фільм».

## Сюжет
За мотивами оповідання Г. Чіковані «Сходи». Про старих грузинського села, які організували хор довгожителів.

## У ролях
- Парсман Сонгулашвілі — головна роль
- Михайло Вашадзе — головна роль
- Александре Купрашвілі — роль другого плану
- Іван Нінуа — роль другого плану
- Акакій Доборджинідзе — роль другого плану
- Василь Кахніашвілі — роль другого плану
- Барбаре Январашвілі — роль другого плану

## Знімальна група
- Режисер — Алеко Нінуа
- Сценарист — Аміран Чічінадзе
- Оператор — Павло Шнайдер
- Композитор — Іраклій Геджадзе
- Художник — Юрій Гегешидзе